# Techint
La Techint (in spagnolo Organización Techint) è una multinazionale industriale italo-argentina che comprende oltre 100 società operative in tutto il mondo e in vari settori, dall'impiantistica alla siderurgia, dall'ingegneria alla sanità. Fondata in Italia nel 1945 da Agostino Rocca, emigrato in Argentina dopo la guerra, è rimasta nel tempo controllata dagli eredi del fondatore.

## Storia
Fu costituita nel 1945 a Milano con il nome di Compagnia Tecnica Internazionale, abbreviato in Techint dal codice telex dell'azienda. Il cuore degli interessi della Techint fu tuttavia fin dall'inizio in America Latina: nel 1946-47 furono aperte filiali in Argentina e Brasile, dove l'azienda realizzò i suoi primi grandi progetti infrastrutturali e, in seguito, la maggior parte della rete di gasdotti. Nel sud dell'Argentina furono realizzati gasdotti ed oleodotti dopo la scoperta di giacimenti di idrocarburi.
A partire dagli anni cinquanta, la Techint si dedicò anche ad altre infrastrutture industriali e civili, con particolare specializzazione nella realizzazione di raffinerie, impianti petrolchimici ed acciaierie. Nel 1954 Techint realizzò due impianti per la produzione di tubi senza saldatura, a Campana in Argentina ed a Veracruz in Messico; in entrambi i progetti Techint era presente nel capitale delle due società, che, decenni più tardi, passarono sotto il controllo diretto del gruppo. Nel 1970 fu la volta di un laminatoio a freddo nella città argentina di Ensenada; l'impianto era rifornito con laminati a caldo provenienti dal vicino polo siderurgico di San Nicolás de los Arroyos, il maggior complesso argentino: anche in questo caso, Techint avrebbe acquistato l'impresa molti anni dopo, nel 1992.
Caratteristica della Techint è stata quella di diversificare le proprie attività in aree “contigue”, in cui l'azienda possedesse già delle competenze acquisite nella realizzazione di infrastrutture industriali e civili: dopo avere realizzato gasdotti e oleodotti è entrata nella produzione di tubi in acciaio; dopo avere costruito impianti siderurgici ha acquistato produttori siderurgici, ma anche produttori di macchine utensili per il settore. Fino agli anni ottanta l'attività principale della Techint erano le grandi costruzioni; da allora iniziarono una serie di acquisizioni che fecero diventare il business siderurgico quello più rilevante. Nella produzione di tubi in acciaio, dove Techint possedeva già l'argentina Siderca, nel 1993 fu acquistato il controllo della messicana Tamsa, nel 1996 dell'italiana Dalmine (dove Agostino Rocca aveva lavorato negli anni trenta), nel 1999 la brasiliana Confab. Nello stesso anno furono stipulati accordi di joint venture (a maggioranza Techint) in Canada e in Giappone.
Le attività Techint nel settore dei tubi in acciaio per l'industria petrolifera e meccanica furono raggruppate nel 2001 sotto una holding costituita in Lussemburgo che prese il nome di Tenaris; Tenaris è quotata in borsa e negli ultimi anni ha perseguito una politica di ulteriori acquisizioni, tra cui quella dell'americana Maverick Tube Corporation, uno dei suoi maggiori concorrenti, nell'ottobre del 2006. Nel settore dei laminati piani e lunghi, Techint ha una presenza rilevante solo dal 1992, quando acquistò Somisa, il maggior produttore siderurgico argentino, e l'unico nel paese a produrre acciaio da altoforno; nel 1998 acquisì il controllo di Sidor, la più grossa acciaieria del Venezuela e dell'intera regione caraibica. Quando nel 2005 Techint acquisì il produttore siderurgico messicano Hylsamex, come era accaduto per Tenaris, fu costituita e quotata in borsa la società Ternium, che raggruppa le attività siderurgiche dei prodotti piani e lunghi del gruppo in America Latina (Argentina, Messico, USA e Guatemala).
Negli anni novanta la Techint è entrata direttamente nell'esplorazione e produzione di petrolio, acquisendo i diritti di sfruttamento in diverse aree dell'America Latina. In Italia ha partecipato alle privatizzazioni degli anni novanta, con l'acquisizione, oltre che della Dalmine, dell'azienda impiantistica CimiMontubi (dalla Fintecna), di alcune attività dell'Italimpianti nella produzione di macchine utensili per la siderurgia e della SIV, azienda attiva nella produzione di vetro già dell'EFIM, ceduta successivamente a Pilkington nel 1995. Al 1996 risale la costruzione (da parte della stessa Techint) dell'Istituto Clinico Humanitas di Rozzano, una delle maggiori cliniche private del Nord Italia. Da questa realizzazione si è sviluppato un nuovo business nel settore dell'Healthcare, cresciuto poi negli anni con l'acquisizione di altre importanti case di cura in Italia e con la fondazione dell'Università Humanitas.
Nel 2012 il Gruppo Techint ha fatto il suo ingresso nel settore minerario grazie ad una serie di fruttuose acquisizioni effettuate da Tenova a livello internazionale.

## Attività
La Techint è oggi il maggior produttore di acciaio dell'America Latina e uno dei primi trenta al mondo.
Pur non essendo l'attività principale del gruppo fino a pochi anni fa, lo è diventato negli ultimi dieci anni dopo le numerose acquisizioni effettuate. Nel 2005-2006 il gruppo Techint è stato riorganizzato in sei brand:
- Tenaris (dal latino tenax, “tenace” come l'acciaio), leader mondiale nella produzione di tubi in acciaio senza saldatura, destinati alle perforazioni petrolifere, agli oleodotti ed all'industria meccanica; stabilimenti in Argentina, Messico, Brasile, Italia (Dalmine), Romania, Canada, Stati Uniti, Giappone, Colombia, Indonesia.
- Ternium (da ter, "tre", come le aziende che ha raggruppato, ed eternium, che dovrebbe richiamare l'"eternità" dell'acciaio[3]) produttore di laminati piani e lunghi in acciaio; stabilimenti in Argentina, Messico, USA e Guatemala. Le controllate di Ternium sono considerate tra le aziende siderurgiche più efficienti del mondo.
- Tecpetrol, attiva nell'esplorazione e produzione di petrolio e gas in vari paesi dell'America Latina.
- Techint Engineering & Construction, che raggruppa le società di ingegneria e costruzioni controllate da Techint nel mondo; tra le tipologie di progetti realizzati dalle società del gruppo Techint ricordiamo impianti per i settori: Oil&Gas, chimico-petrolchimico, minerario, produzione e trasmissione di energia, oleodotti, gasdotti e acquedotti, impianti industriali e infrastrutture. Techint E&C è presente in tutta l'America Latina, in Italia, in Medio Oriente, Asia e Africa.
- Tenova, che raccoglie le aziende attive nelle attività di ingegneria per impianti siderurgici, dal 2012 ha inoltre consolidato la sua presenza nel settore minerario, grazie a diverse acquisizioni di imprese operanti in questo campo. Tenova ha la sede principale a Castellanza (VA). Nel suo complesso, conta sedi operative in 22 nazioni nei 5 continenti.
- Humanitas, gruppo ospedaliero che coordina le strutture ospedaliere: Istituto Clinico Humanitas di Rozzano affiancato dalla Humanitas University, cliniche Humanitas Gavazzeni di Bergamo, clinica Cellini e ospedale Gradenigo di Torino, Humanitas Centro Catanese di Oncologia di Catania e Istituto Clinico Humanitas Mater Domini di Castellanza.

## La famiglia Rocca
Roberto Rocca, figlio del fondatore Agostino Rocca, ha guidato il gruppo negli anni settanta e ha lasciato nel 1993 il timone al figlio Agostino, deceduto nel 2001 in un incidente aereo in Argentina. Il suo posto è stato preso dal fratello Paolo, che segue soprattutto le attività sudamericane. Il terzo fratello, Gianfelice, si occupa invece delle attività che fanno capo alla sede di Milano (Techint E&C, Tenova, Humanitas). Gianfelice, laureato in fisica e specializzato all'Università di Harvard, è stato vicepresidente di Confindustria con delega alla formazione dal 2004 al 2012; siede inoltre nel consiglio di amministrazione di Buzzi Unicem e dell'Istituto italiano di tecnologia. A livello internazionale è membro della Commissione Trilaterale, dell'European Advisory Board della Harvard Business School, del comitato esecutivo dell'Aspen Institute e nell'advisory board europeo della compagnia assicurativa Allianz.
La famiglia Rocca ha il controllo del gruppo Techint attraverso una rete di società offshore che alla fine controllano in Lussemburgo la San Faustin, la cassaforte di famiglia. Tra i soci anche i cugini Bonatti e Peyrano, gli eredi di Luigi Einaudi.

## Dati economici
Nel 2011 il gruppo ha registrato un fatturato di 25,378 miliardi di dollari. Nel 2016 i ricavi sono stati di 15,238 miliardi di dollari. Nel 2017 il fatturato è risalito a 18,495 miliardi di dollari.

## Controversie
- Nel dicembre 2017 la Tenaris della famiglia Rocca, controllata da una società lussemburghese, si accorda dopo un lungo contenzioso con il Fisco italiano in merito a problemi fiscali relativi al 2007 e 2008 pagando 43 milioni di euro rispetto ai 530 richiesti.[7]
- Nel novembre 2018 tonfo del titolo Tenaris in Borsa (-7,08% a Milano, -11% a Wall Street) in seguito al coinvolgimento di Paolo Rocca, Amministratore delegato della società, in un'inchiesta per corruzione in Argentina con un versamento alle autorità di 800.000 euro. Secondo il Financial Times Rocca è accusato di aver fatto parte di un'associazione illecita guidata da Cristina Fernández de Kirchner. Secondo fonti del gruppo, tutto risale alla nazionalizzazione nel 2008 da parte del governo venezuelano di Hugo Chávez di una società controllata di Techint, la Sidor. Quella somma sarebbe stata versata alle autorità argentine per mediare il rientro nei loro paesi di 200 dipendenti bloccati in Venezuela.[8][9][10] Nel dicembre 2018 i pubblici ministeri argentini hanno chiesto l'arresto di Paolo Rocca nell'ambito dell'inchiesta per corruzione in Argentina (il cosiddetto caso Notebooks).[11] Nell'aprile 2019 la Corte d'appello argentina ha annullato il rinvio a giudizio scagionando Paolo Rocca.[12]